# Mr. Moto und der China-Schatz
Mr. Moto und der China-Schatz ist nach Mr. Moto und die Schmugglerbande der zweite Film einer achtteiligen Reihe mit Peter Lorre als Darsteller des Mr. Moto. Die Geschichte, die wie der Vorgänger auf einer Erzählung von John P. Marquand basiert, handelt von Mr. Motos Kampf gegen eine Bande mörderischer Schatzjäger, die auf der Suche nach einer geheimen Grabstätte Tschingis Khans sind.

## Handlung
Zu Beginn errichtet eine Karawane ein Nachtlager in der Wüste Gobi, als ein Mann ein Zelt betritt und versucht eine Schriftrolle zu stehlen. Allerdings täuscht der Abenteurer, Detektiv und Glücksritter Kentaro Moto, der sich im Inneren des Zeltes befindet, lediglich vor zu schlafen und tötet im Zweikampf den Dieb. Nachdem die Karawane Peking erreicht hat, wird Moto von der Polizei aufgegriffen, ihm gelingt aber die Flucht mit der Schriftrolle.
Nachdem er in sein Hotel zurückgekehrt ist, folgt er der Einladung zu einer Party von Colonel Tchernov zu Ehren der US-Amerikanerin Eleanor Joyce. Während der Soirée beobachtet Moto, wie ein anderer Gast, der chinesische Prinz Chung, seine Mutter verlässt, um ein privates Gespräch mit Tchernov in einem benachbarten Zimmer zu führen. Tchernov bietet dem Prinzen viel Geld für mehrere wertvolle Schriftrollen aus seinem Familienbesitz an. Als Chung sich weigert, zieht Tchernov eine Pistole, wird jedoch von Moto getötet. Joyce betritt die Szene und sieht, wie Moto versucht, es wie einen Selbstmord aussehen zu lassen. Moto rät ihr höflich, nicht die Polizei zu holen und auch sonst zu schweigen, um internationale Verwicklungen zu vermeiden.
Später gewährt Prinz Chung seinem Retter Moto auf dessen Wunsch hin den Einblick in die alten Schriftrollen. Chung erzählt ihm, dass ein Satz aus insgesamt sieben Schriftrollen Hinweise gäbe auf das verschollene  Grab von Tschingis Khan. Die Chungs sind jedoch entschlossen, Tschingis Khans letzte Ruhe zu schützen trotz der sagenhaften Schätze, die ihm beigegeben wurden. Allerdings, so der Prinz zu Mr. Moto, sei eine der Schriftrollen vor kurzem für eine Kunstausstellung ausgeliehen und dort anschließend gestohlen worden.
Ein Händler von Antiquitäten, Periera, zeigt später Joyce einige seiner Kunstobjekte. Sie interessiert sich für eine (gefälschte) Schriftrolle, allerdings ist ihr der Preis zu hoch. Während eines Einkaufsbummels am folgenden Tag, den sie mit dem in sie verliebten Diplomaten Tom Nelson unternimmt, beobachtet sie Moto, wie er Perieras Geschäft betritt. Moto bringt den Händler unter Androhung von Waffengewalt dazu zu gestehen, die echte Schriftrolle aus dem Museum gestohlen zu haben, aber bevor Periera mehr Informationen preisgeben kann, wird er aus einem Auto heraus erschossen.
Als Moto in sein Apartment zurückkehrt, findet er alles durchwühlt  vor. Durch seine Katze bemerkt er, dass der Täter, Schneider, sich noch im Zimmer befindet. Moto lässt seine Pistole offen herumliegen und wird daraufhin von Schneider mit der vorgehaltenen Pistole Motos gezwungen, die Schriftrolle herauszugeben. Als Moto versucht zu fliehen, schießt Schneider einige Male auf Moto mit dessen Pistole, die jedoch nur mit Platzpatronen geladen war. Moto verfolgt Schneider, der sich auf den Weg zu Madame Tchernov macht. In ihrem Apartment wird er jedoch vom Butler Ivan, einem der Gauner, k. o. geschlagen. Joyce, die die Witwe Tchernov trösten wollte, wird als Geisel genommen.
Der Erzbösewicht (und Geliebte Madama Tchernovs), Herr Koerger, ist unterdessen bei Prinz Chung, den er physisch, dann psychisch foltert, um an die Schriftrollen zu gelangen. Als Kroeger mit den Rollen verschwinden will, versucht Madame Chung ihn mit einem Messer aufzuhalten, wobei sie von ihm erschossen wird. In der Zwischenzeit wird Moto von Nelson gefunden. Sie eilen zu den Chungs, kommen jedoch zu spät. Der entehrte Prinz begeht nach seiner Befreiung durch Moto und Nelson Selbstmord. Moto verspricht dem sterbenden Prinzen, dessen Familie zu rächen und das Grab Tschingis Khans zu schützen.
Die beiden Männer verfolgen die Verbrecherbande bis zu einer Dschunke. Nach einem erneuten Versuch ihn zu töten, informiert Moto Koerger, dass die Schriftrolle, die er Schneider übergab, gefälscht sei, und bietet Koerger seine Hilfe bei der Schatzsuche an. Anschließend behauptet er gegenüber Madame Tchernov, dass Koerger sie wegen Joyce verlassen würde, was die junge Frau geistesgegenwärtig bestätigt. Dies führt zu einem Handgemenge zwischen Tchernov, Kroeger und Moto, in dessen Verlauf Kroeger getötet wird.  Mr. Moto verbrennt zum Erstaunen von Joyce und Nelson die Schriftrollen, um sein Versprechen gegenüber Chung zu erfüllen.

## Kritik
„Unterhaltsamer Abenteuerfilm mit Krimielementen und exotischem Beiwerk; amüsant und rasant erzählt“, urteilte das Lexikon des internationalen Films.